# Grosbois-lès-Tichey
Grosbois-lès-Tichey – miejscowość i gmina we Francji, w regionie Burgundia-Franche-Comté, w departamencie Côte-d’Or.
Według danych na rok 1990 gminę zamieszkiwało 50 osób, a gęstość zaludnienia wynosiła 10 osób/km² (wśród 2044 gmin Burgundii Grosbois-lès-Tichey plasuje się na 860. miejscu pod względem liczby ludności, natomiast pod względem powierzchni na miejscu 1236.).